# 라디카 판디트
라디카 판디트(Radhika Pandit, 1984년 3월 7일 ~ )는 인도의 배우, 모델이다.